# Ricky Wilson
Ricky Helton Wilson (Athens, Geòrgia, 19 de març de 1953 - Nova York, 12 d'octubre de 1985) fou un músic estatunidenc conegut per ser el guitarrista original i membre fundador del grup de rock the B-52's. Era nascut a Athens, Geòrgia, i era germà de la companya de grup Cindy Wilson. Els B-52's es van formar el 1977, quan Ricky, la seva germana Cindy, Kate Pierson, Keith Strickland i Fred Schneider es van partir un còctel tropical (Flaming Volcano) en un restaurant xinès i, després d'una sessió musical improvisada a casa del seu amic Owen Scott III, van tocar per primer cop en una festa de Sant Valentí per als amics.
El 12 d'octubre de 1985, als 32 anys, Wilson va morir-se de SIDA després de la gravació del quart disc d'estudi del grup Bouncing off the Satellites. Segons Keith Strickland, el disc estava acabat i mesclat abans de la mort de Ricky, i l'únic que mancava era dissenyar la portada. Desfets, el grup va recloure's i no van fer cap gira per promocionar el disc, encara que van fer algunes sessions fotogràfiques i aparicions televisives, a part de filmar un vídeo per Girl From Ipanema Goes To Greenland.
A més de la seva feina amb els B-52's, Wilson va tocar la guitarra a la cançó "Breakin' In My Heart" de l'àlbum de debut de Tom Verlaine el 1979. És l'única col·laboració fora dels B-52's. També es pot veure en algunes pel·lícules, com One Trick Pony, i de forma pòstuma, a Athens, GA: Inside/Out, The B-52's 1979-1989, i The B-52's Time Capsule: Videos for a Future Generation 1979-1998 amb imatges d'arxiu.

## Primers anys
Wilson va néixer el 19 de març de 1953, fill d'un bomber ex-soldat de l'exèrcit dels Estats Units, a Athens (Geòrgia). De ben petit, Wilson va desenvolupar el seu interès per la música, i va aprendre a tocar la guitarra folk amb una sèrie de la PBS. A l'escola secundària, havia millorat la guitarra per una Silvertone, i es gravava amb una gravadora de cinta que s'havia comprat amb el que guanyava els estius treballant a l'abocador.
A mitjans de 1969, Wilson va conèixer l'antic veí de Comer Keith Strickland en una botiga d'articles per a fumadors [de cànnabis] anomenada The Looking Glass. Tots dos tenien interessos comuns en música i en la cultura del misticisme oriental, i es van fer amics ben aviat.
Wilson li va explicar a Strickland que era gay quan tots dos encara eren adolescents, sent el primer del grup que ho va manifestar.

## Carrera musical

### 1970–1976: Black Narcissus
A mitjans de 1969, Wilson i Strickland componien i tocaven música junts; s'anomenaven Loon, i somiaven de fer actuacions en directe.
Entre 1969 i 1971, Wilson i Strickland van col·laborar amb els seus amics de l'institut, Pete Love de Louisville i Owen Scott d'Athens mateix, i van tocar junts actuant com a Black Narcissus.
Quan es van graduar de la Universitat de Geòrgia el 1976, Wilson va mantenir el contacte amb Strickland i van viatjar junts per Europa, tornant a Athens per treballar a l'estació d'autobusos on el pare de Strickland feia de director.

### 1976–1983: The B-52's
A finals de 1976, Strickland i Wilson van tornar a Athens per buscar feina. Tots dos van passar als B-52's quan ells, la germana d'en Wilson, Cindy, i la Kate Pierson i en Fred Schneider del grup de cançó protesta local The Sun-Donuts, van fundar el grup en una sessió musical improvisada després de partir-se un còctel Flaming Volcano en un restaurant xinès. Van tocar el seu primer concert el 1977 en una festa del dia de Sant Valentí per als seus amics. La seva versió peculiar del so new wave de l'època era una combinació de música de ball i surf que es diferenciava de la resta per les afinacions poc corrents que utilitzava Ricky Wilson.
Wilson reconeixia diferents discos infantils, The Mamas and The Papas, i The Voola d'Esquerita com a fonts d'inspiració en la seva carrera musical. Va tocar la guitarra a la cançó "Breakin' In My Heart" al disc de debut de Tom Verlaine.

### Malaltia i mort
El 1983, durant les sessions de gravació de Whammy!, el tercer disc del grup, Wilson va saber que havia agafat la Sida. El 1985, durant la gravació del disc Bouncing off the Satellites, la malaltia es va agreujar; no obstant, va mantenir la malaltia en secret dels altres membres del grup. En una entrevista, Pierson va explicar que Wilson ho va fer perquè "no volia que ningú es preocupés ni fes soroll per ell".
El 12 d'octubre de 1985, al Memorial Sloan–Kettering Cancer Center, Wilson va morir-se de la malaltia, als 32 anys. El van enterrar a Athens. Desfets, el grup va fer poca promoció i va cancel·lar la gira del disc. L'epitafi de la seva tomba diu: "The breeze of grace is always blowing; set your sail to catch that breeze." ("La brisa de la gràcia sempre bufa; para la teva vela per aprofitar-la").
En una entrevista amb The Age, s'afirmava que la seva germana Cindy fou la que va rebre un "cop més dur" per la seva mort.
Strickland i Wilson eren molt amics. Poc després de la mort de Wilson, Strickland, que fins llavors era el bateria del grup, va passar a tocar la guitarra.